# 林胜国
林胜国（1914年—2000年），男，湖南平江人，中华人民共和国军事人物，中国人民解放军少将，曾任炮兵工程学院副政治委员。